# 129 км (колійний пост)
129 кіломе́тр — залізничний колійний пост Криворізької дирекції Придніпровської залізниці на електрифікованій лінії Апостолове — Запоріжжя II між станціями Марганець (11 км) та Мирова (8 км). Розташований поблизу села Весела Федорівка Нікопольського району Дніпропетровської області.

## Пасажирське сполучення
Через колійний пост 129 км прямують приміські електропоїзди сполученням Марганець — Запоріжжя, проте не зупиняються.